# هیلشایر ویلیج (تگزاس)
هیلشایر ویلیج، تگزاس(به انگلیسی: Hilshire Village, Texas) شهری در ایالت تگزاس از ایالات جنوبی ایالات متحده آمریکا است. در سرشماری سال ۲۰۰۰، جمعیت این شهر ۷۲۰ نفر اعلام شد.